# Nannostomus marginatus
Nannostomus marginatus, vulgarmente conocido como pez lápiz enano, es una especie de pez de la familia Lebiasinidae en el orden de los characiformes. Al igual que otras muchas especies de peces, es conocido en el mundo de la acuariofilia.

## Hábitat y características generales
Habita en afluentes lentos, pequeños ríos y algunas zonas pantanosas de los países de Perú, Colombia, Guyana, Surinam y norte de Brasil.
Estos peces alcanzan una longitud máxima de 3,5 centímetros. Las diferencias sexuales son algo complejas de averiguar, pero no imposibles; los machos suelen tener las aletas algo más coloridas que las hembras y éstas el vientre más abultado en la época de desove. La coloración de su cuerpo suele ser amarillenta, con dos franjas horizontales que recorren todo el cuerpo y con un color rojizo en las aletas.
Son peces de cardumen, por lo que no es recomendable que vivan menos de 8 ejemplares en el acuario. Son muy pacíficos y activos. Los machos son territoriales y algunas veces pueden llegar a pelearse pero, generalmente, sin consecuencias mayores.

## Acuario apropiado y características del agua
Para un cardumen basta con un acuario de 40 litros de capacidad. Sería recomendable que la grava fuera de color oscuro y que el acuario tuviera plantas naturales para que les proporcionaran escondites.
Si decidimos que habiten en un acuario comunitario (aquel en el que conviven varias especies), no se deben de juntar con peces de gran tamaño. Podrían convivir con pequeños cíclidos americanos y con especies de invertebrados como los camarones o las gambas.
El agua del acuario debe ser de ácida a neutra y blanda.